# مدرسة سانت كريستوفر البحرين
مدرسة سانت كريستوفر البحرين هي مدرسة خاصة بريطانية تقع في مدينة عيسى في مملكة البحرين (الحرم المدرسي للكبار) وسار (الحرم المدرسي للرضع والروضة) وتقدم خدمة التعليم حسب المناهج البريطانية. التعليم من المرحلة الابتدائية إلى المرحلة الثانوية.
في عام 2006 أدرجت صحيفة الغارديان مدرسة سانت كريستوفر من بين أفضل ثماني مدارس دولية تقدم المناهج البريطانية في جميع أنحاء العالم.
في ديسمبر 2013 منحت إليزابيث الثانية ملكة إنجلترا مدير المدرسة إد جودوين رتبة الإمبراطورية البريطانية لمساهمته في التعليم البريطاني في الشرق الأوسط.